# كريستيان فريدريك فون أوتو
كريستيان فريدريك فون أوتو (بالألمانية: Christian Friedrich von Otto)‏ هو سياسي ألماني، ولد في 26 أكتوبر 1758 في ألمانيا، وتوفي بنفس المكان في 8 سبتمبر 1836.